# Ryōhei Arai (réalisateur)
Pour les articles homonymes, voir Ryohei Arai et Arai (homonymie).
Ryōhei Arai (荒井良平, Arai Ryōhei, 22 octobre 1901 - 22 octobre 1980), est un acteur et réalisateur japonais, actif des années 1930 aux années 1950.

## Biographie
Ryōhei Arai est spécialisé dans les films jidai-geki et les films de fantôme basés sur le kaidan.
Il a tourné dans quatre films entre 1926 et 1929 et a dirigé quarante-sept films entre 1930 et 1956.

## Filmographie partielle

### Comme acteur
- 1926 : Taiyō ni chokumen suru otoko (太陽に直面する男?) de Donkai Nakayama
- 1927 : Kenkoku-shi sonnō jōi (建国史 尊王攘夷?) de Tomiyasu Ikeda
- 1928 : Ishin no Kyōraku: Ryū no maki - Tora no maki (維新の京洛 竜の巻 虎の巻?) de Tomiyasu Ikeda
- 1929 : Eiketsu Hideyoshi (英傑秀吉?) de Tomiyasu Ikeda

### Comme réalisateur
- 1933 : Shinzō kyōdai (新蔵兄弟?)
- 1939 : Rōgoku no hanayome (牢獄の花嫁?)[3]
- 1939 : Rōgoku no hanayome: Kaiketsuhen (牢獄の花嫁 解決篇?)
- 1939 : Tsubanari rōnin: Zenpen (鍔鳴浪人 前篇?)
- 1940 : Tsubanari rōnin: Kōhen (鍔鳴浪人 後篇?)
- 1950 : Enoken no gōketsu ichi dai otoko (エノケンの豪傑一代男?)
- 1953 : Kaibyō Arima goten (怪猫有馬御殿?)
- 1953 : Kaidan saga yashiki (怪談佐賀屋敷?)
- 1954 : Akō gishi (赤穂義士?)